# Stružinec
Stružinec (en allemand : Struschinetz) est une commune du district de Semily, dans la région de Liberec, en République tchèque. Sa population s'élevait à 699 habitants en 2021.

## Géographie
Stružinec se trouve à 7 km au sud-sud-est de Semily, à 33 km au sud-est de Liberec et à 85 km au nord-est de Prague.
La commune est limitée par Slaná au nord, par Košťálov à l'est, par Lomnice nad Popelkou au sud-est et au sud, par Veselá au sud-ouest et par Tatobity à l'ouest.

## Histoire
La première mention écrite de la localité date de 1377.

## Administration
La commune se compose de trois sections :
- Pohoří ;
- Stružinec ;
- Tuhaň (comprend le hameau de Bezděčín).

## Transports
Par la route, Stružinec se trouve à 2 km du centre de Lomnice nad Popelkou, à 11 km de Semily, à 43 km de Liberec et à 108 km de Prague.